# 鰂魚涌
鰂魚位於香港島東區，處於北角以東、西灣河以西，為香港商業及住宅區。

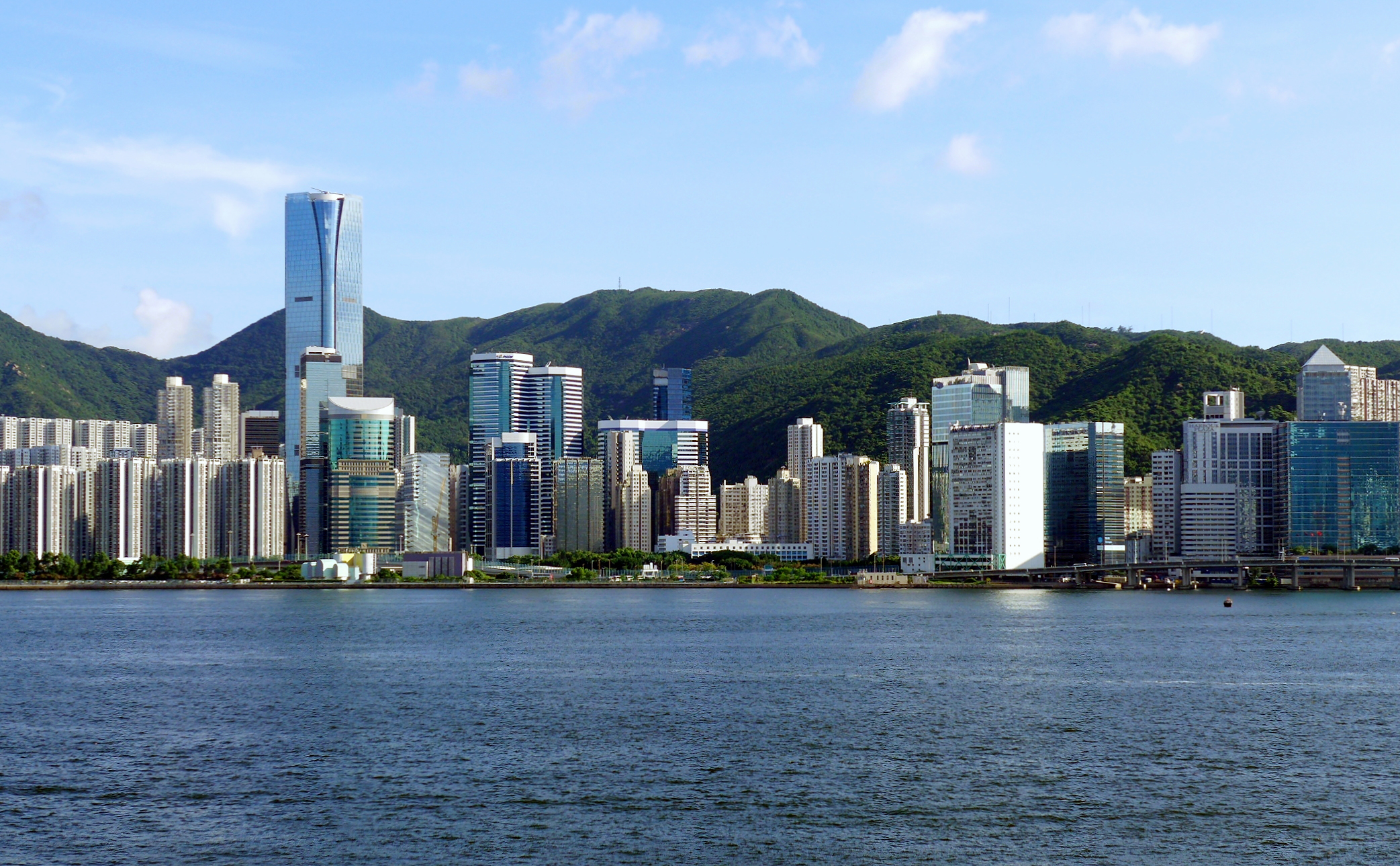
從九龍望向鰂魚涌

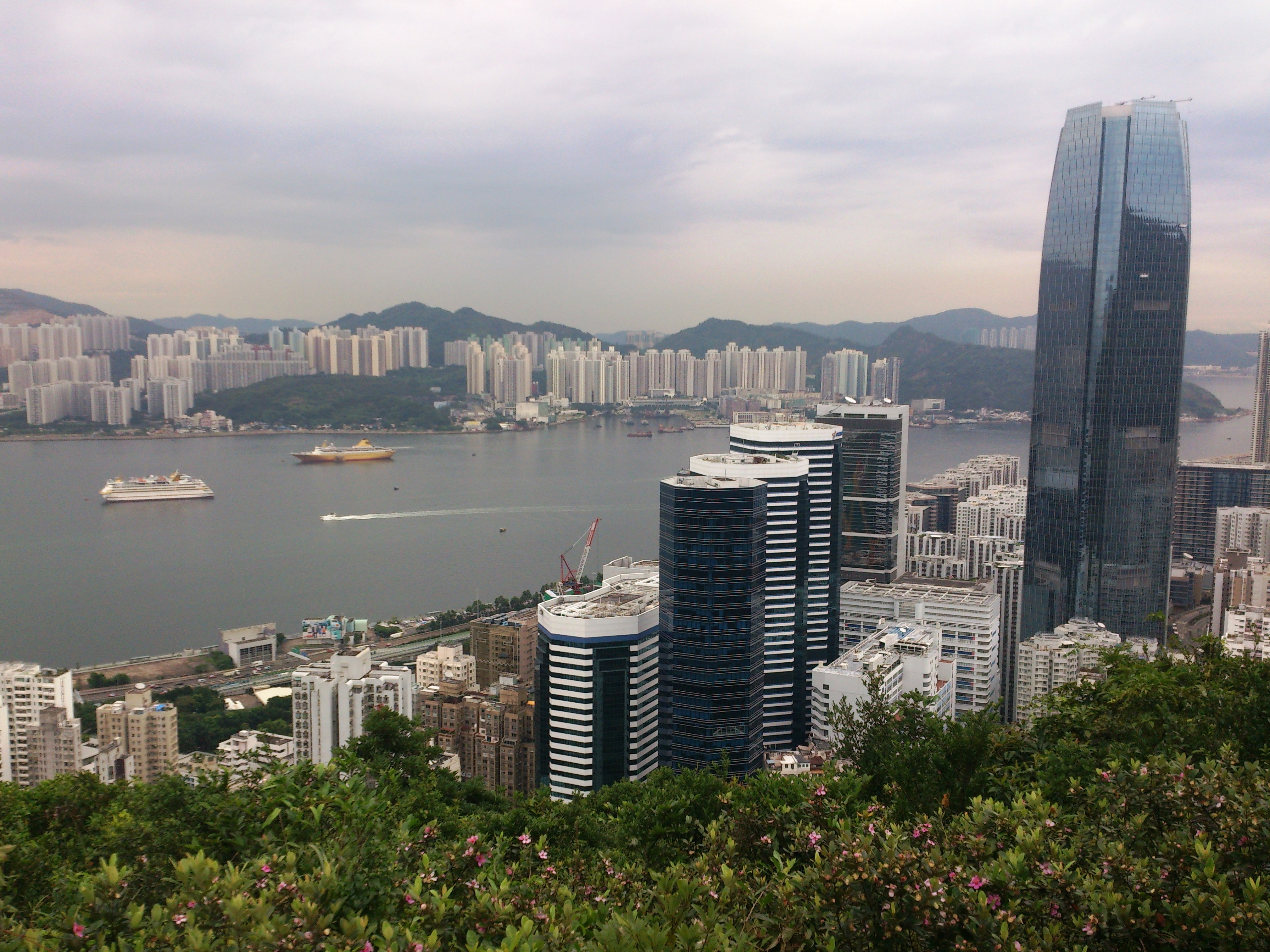
從山上望向鰂魚涌

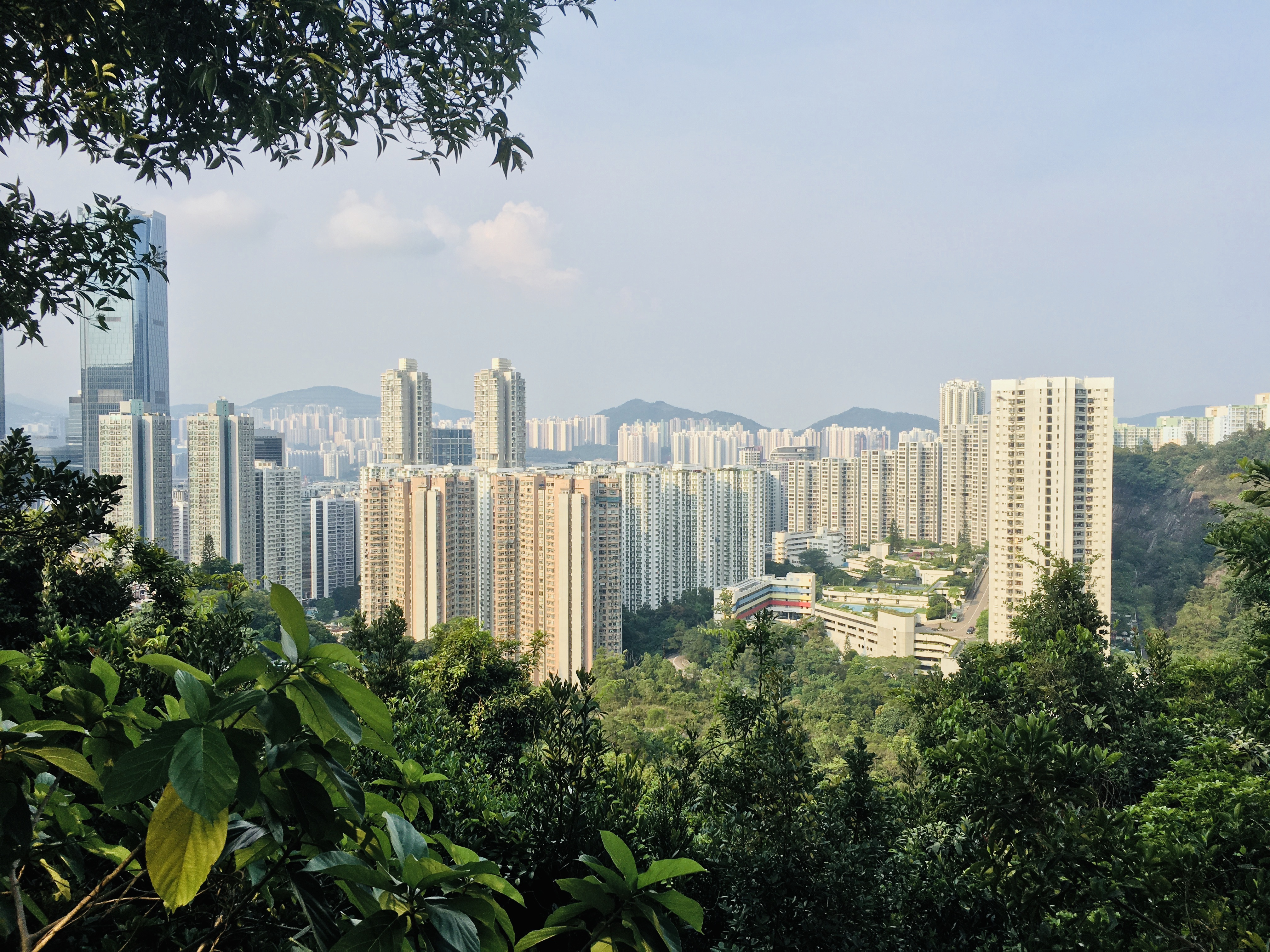
從柏架山道俯瞰位於山麓的住宅區

證監會、多家銀行及跨國企業的辦公室選址於鰂魚涌如太古坊和太古城中心，例如安永、法國巴黎銀行、LVMH、Facebook等，而全香港第七高建築物港島東中心也位於鰂魚涌。除了由太古地產主導的私人商業區太古坊外，區內亦有港島區規模最大的購物中心之一的太古城中心和康怡廣場。
作為住宅、商業、購物及娛樂一應俱存之地，鰂魚涌的交通需求相當大，也是香港的交通樞紐，區內有港鐵鰂魚涌站及太古站，而鰂魚涌站更是港島綫及將軍澳綫的交匯點。港鐵、巴士、小巴、及電車等公共運輸工具都服務著該區。此外區內也有一些摩天大廈和地標建築，如海山樓等，近年也成為訪港旅客常到的旅遊點。

## 歷史

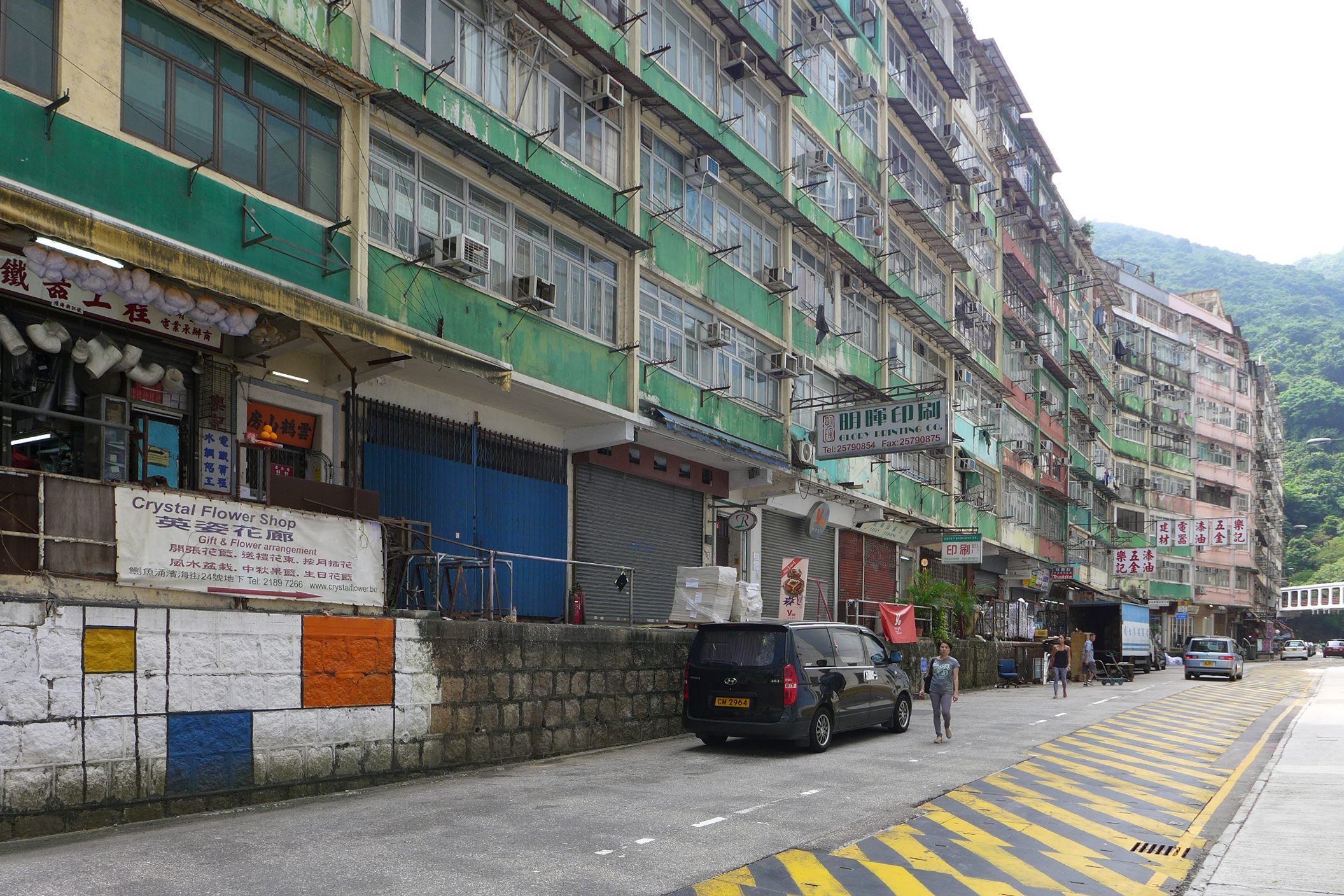
鰂魚涌濱海街一帶的唐樓於1961年建成時因鄰近海邊，為防範水漲而興建高地台

淸代嘉慶二十四年刊行的《新安縣誌》尚未出現鰂魚涌地名，可以推測當時本區人煙稀少。港府在開埠以來集中資源發展商業中心中環以及在南洋商家聚居的銅鑼灣（如新加坡首富的信和廣場）。戰後的1950年代，由於出現中國可能收回香港的不確定性，很多東南亞企業遷出香港，但有不少在1960、1970年代陸續回流。隨着戰後銅鑼灣以及北角人口已達到飽和，區內的需求帶動起原屬北角東部的鰂魚涌建立起一個全新的商業及住宅區。因為北角以及鰂魚涌有大量閩籍商人和中產聚居，區內有不少閩籍商家的企業，包括南洋首富郭鶴年的嘉里中心亦設於鰂魚涌，開始帶動苦力聚居的鰂魚涌發展成港島第三個商業中心，而區內居民以早期北角居民以及其後代為主，包括商人以及中產，以及早期因郭春秧而聚居在北角的日本人。
在香港歷史的分區之中，鰂魚涌是北角的一部份，包括早期分區、市政局分區以及校網分區。但現根據規劃署劃分已獨立發展，不過部分人仍說北角是舊稱呼。鰂魚涌的西部前稱麗池，因已結業的麗池夜總會而得名。

### 經濟階層
二戰後香港人口大增，而在逃港潮因逃避国共内战而由大陸抵港而至今仍留在香港的人口及其後代，成為香港人口的主要成份，但隨住香港社會越來越富庶，佔全港近半數的逃港人口，雖然第一代居於木屋區，但他們的部份下一代亦成為香港中產，亦有能力在港島置業，更有成為富有人仕，特別在九十年代中後期開始亦有部份中產因為在附近工作而遷入北角以及鰂魚涌區。鰂魚涌既有數百萬至過千萬的住宅，人口結構和中環半山相若，既有商人，亦有中產聚居，但收入略比中環半山低，太古城東的收入中位數為62,370，太古城西的收入中位數為60,040，為半山東區（即70,000）的90%，收入比中上環灣仔市區(如軒尼詩25000)更高，但比銅鑼灣、北角以及渣甸山、北角半山一帶低，區內亦有不少新加坡、台灣、南洋以及歐美閩僑以及來自全港的中產居住，而原來區內的苦力則遷入筲箕灣的公屋之中。

### 人口籍貫
香港的閩籍人口達130萬，根據人口普查的語文數據，當中25%居於東區，即30-40萬人口，亦是銅鑼灣、北角以及鰂魚涌人口的主要成份，但絕大多數50歲以下的閩籍港人以至日本人都改以廣州話溝通，香港人口亦接近90%以廣州話為日常生活語言，但區內不少老一輩，如鰂魚涌居民協會會長以及前東區區議會主席黃建彬的廣州話便帶有濃烈的福建口音，區內閩籍下一代和深水埗區一帶由廣州抵港人口的廣州話沒有分別，不少閩籍的專業人仕，包括佔全港各界25%的政協，以及佔全港高達幾十名的閩籍教授，當中不少都是北角居民的下一代，聚居在本區，附近的嘉亨灣一帶的中產私樓區亦是鰂魚涌的擴展，雖屬筲箕灣，但亦屬鰂魚涌。鰂魚涌的人口主要來自北角人口以及企業的擴展，除了在這些企業工作外，因為地理位置上遠離廣府人聚居的深水埗區一帶以至其餘族群聚居地，外區中產較少遷入，很多閩籍富豪亦經常在鰂魚涌上班。不少以閩南話為母語的台灣人以及新加坡人亦很喜歡在鰂魚涌置業，區內也有些價格較低的住宅，也有筲箕灣以及柴灣人口的第二代置業。

### 發展為港島商業區
相對核心商業區的中上環，鰂魚涌早期是一個偏遠的商業區，經過太古地產多年對核心建築群太古坊及周邊發展，由一座座商廈逐一發展，鰂魚涌慢慢形成具規模的核心商業區。而太古地產和其他地產商近年亦繼續積極收購鰂魚涌的舊樓，例如華廈工業大廈和在旁的仁孚工業大廈、英皇道983至987A號以及濱海街16至94號等，擴大鰂魚涌商業區的版圖，由此可見鰂魚涌以至東區發展潛力龐大。

### 傳統
2018年鰂魚涌傳統組纖燒豬會其中一名成員接受訪問時講述燒豬會這一傳統，燒豬會規定最多只能有22個會員，亦以老人家居多，而每年土地誕，燒豬會也會拜神。

## 命名
鰂魚涌得名於早期溪流中甚多鰂魚。又因19世紀七姊妹一帶設有花崗岩礦場，後以海運輸出而得英文名稱（採石灣/石礦灣/打石灣）之名。然而前述之溪流與海灣俱於填海工程後消失殆盡，轉型成為商住區。
1883年太古洋行於鰂魚涌設立太古船塢、太古糖廠及香港汽水廠，使鰂魚涌成為當時香港最龐大工業區。同年太古公司亦於鰂魚涌旁康山設有水塘，為各廠房供應淡水。1892年太古興建全港首個吊車系統，接駁鰂魚涌至柏架山，以接載太古員工和附近居民，直至1932年停駛。到了1959年，為配合英皇道擴闊工程，鰂魚涌的溪流被覆蓋，變成了暗渠。
1970年代後期，太古公司各廠房陸續停業。太古水塘原址變成了康景花園；太古船塢原址則變成了大型私人屋苑太古城。至於太古糖廠位置，現在則變成了太古坊商業區，而汽水廠則變成康蕙花園。

## 地理位置
鰂魚涌的具體位置，西起英皇道與渣華道交界，東至英皇道與太古城道交界。然而很多時市民或會以區內著名地點如麗池、太古坊等地標作指示。
鰂魚涌的範圍隨着時代的變遷亦有所不同，而且在政府的規劃圖及學校網，鰂魚涌一帶的地區一直都歸入北角的範圍。因此現時鰂魚涌站旁的北角官立小學亦因而為名。自從地鐵港島綫開通之後，鰂魚涌的範圍不斷西移，而原本屬於鰂魚涌的東部，則被稱為「太古城」。但現時香港郵政局內的分區，這個地區仍然是鰂魚涌的一部份。至於筲箕灣道開始的地帶，過去一直都被認為是西灣河的一部份，但在2005年地政署提交的「鰂魚涌分區發展大綱」及現時，卻包括嘉亨灣所在的地段。這問題的成因，相信是由於過去的都市規劃，都以市政局的選區劃界作標準，而當時整個東區只被分為「銅鑼灣」、「北角」及「筲箕灣」三部份，「鰂魚涌」和「柴灣」是到了比較後期才出現的分區。但直到現在，香港的學校網在東區依然是分成「北角及鰂魚涌」（14區）和「筲箕灣及柴灣」（16區，原屬第15區的筲箕灣於2007年併入第16區）。

## 人口移民史

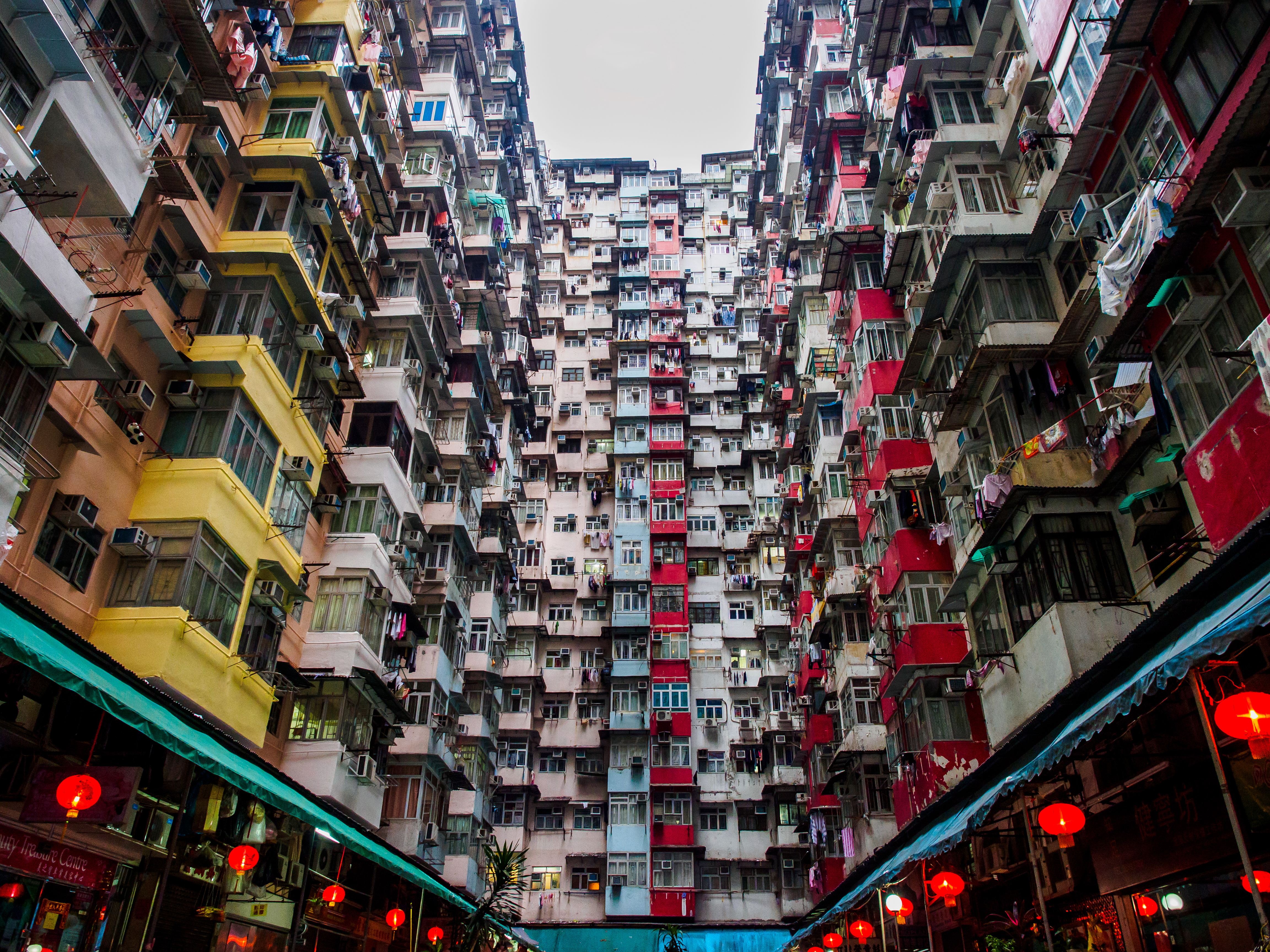
鰂魚涌益昌大廈 (又稱怪獸大廈) 人口極度密集，「U型」的設計吸引不少攝影愛好者以至國際知名導演到場為電影取景拍攝

鰂魚涌主要為工業和住宅區，但在1990年代起出現了越來越多的商業大廈。鰂魚涌和北角以及銅鑼灣一樣主要以閩籍人口為主，但比北角以及銅鑼灣的閩籍人口較遲抵港，以民國以前來港的閩籍人口大多居住在灣仔區以及中西區，很多南洋富商在1950-1980亦遷入灣仔區以及中西區的半山區、南區以及九龍城區，不一定在跑馬地到鰂魚涌一帶。銅鑼灣、北角和鰂魚涌亦是日本人的主要聚居地，東區佔總日語人口的25%，但人數遠少於福建籍人士，語文統一後各省籍人士亦有進入鰂魚涌居住，參看東區語言殘留人口。這一帶的人口分佈和東區以外的大坑、跑馬地、渣甸山一帶相若，華人同樣是以閩籍為主，亦有很多日本人居住。這些區份都是在維多利亞城邊沿或以外，本來為人口很少，在民國時期大量閩籍人口因為在銅鑼灣天后廟一帶聚居而發展起來的，鰂魚涌一帶的人口大多由北角遷居。至今閩籍以及閩僑後代最集中的地方實在跑馬地以及大坑一帶，基督教會香港閩南堂總堂亦設在跑馬地，分堂則設在北角和香港仔，在語文未統一的年代，虎豹別墅附近社區皆與新加坡、福建無異，但這批人來港較早，鰂魚涌一帶則來港較晚。

## 社區環境

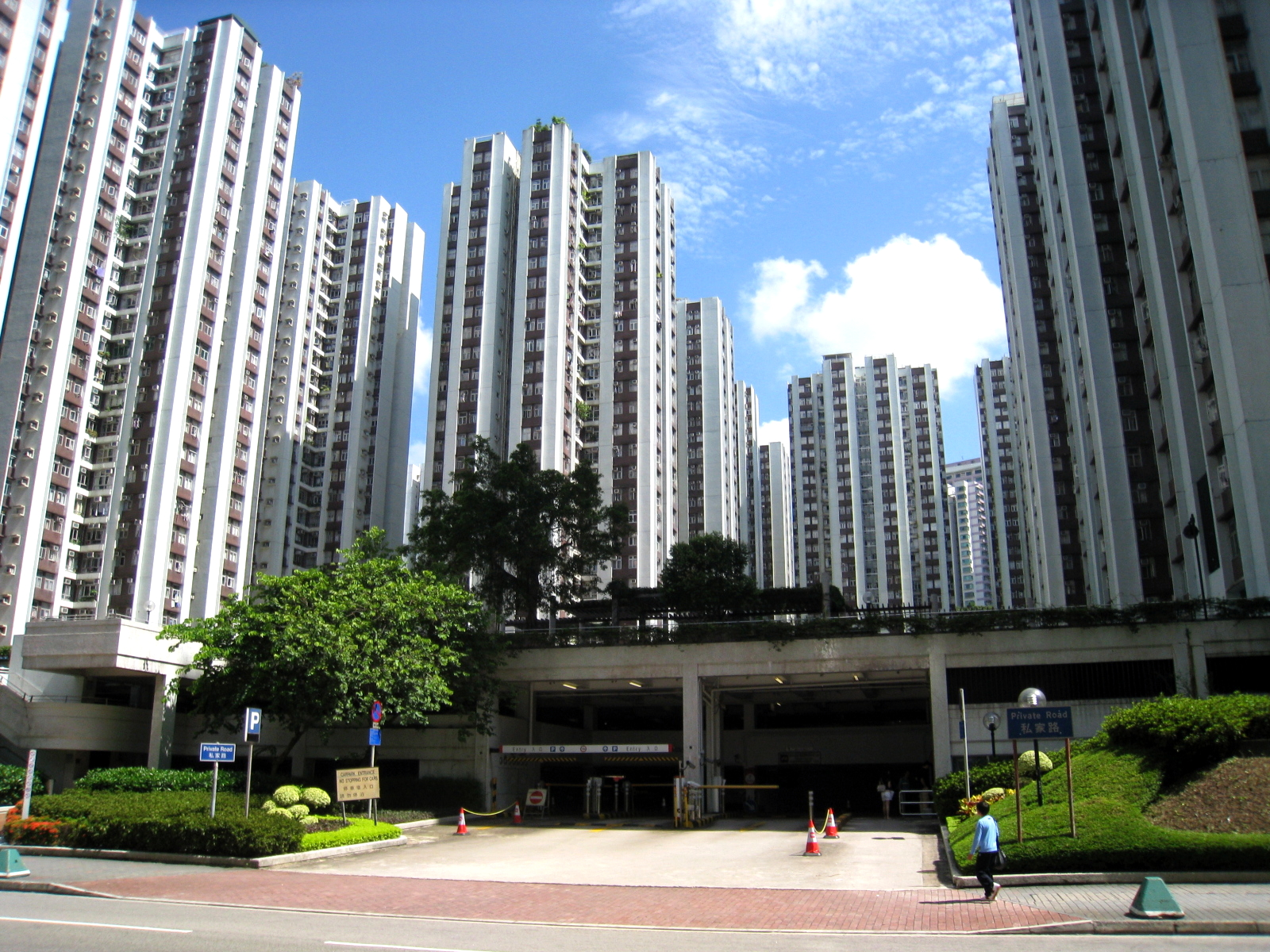
太古城為區內的大型私人屋苑

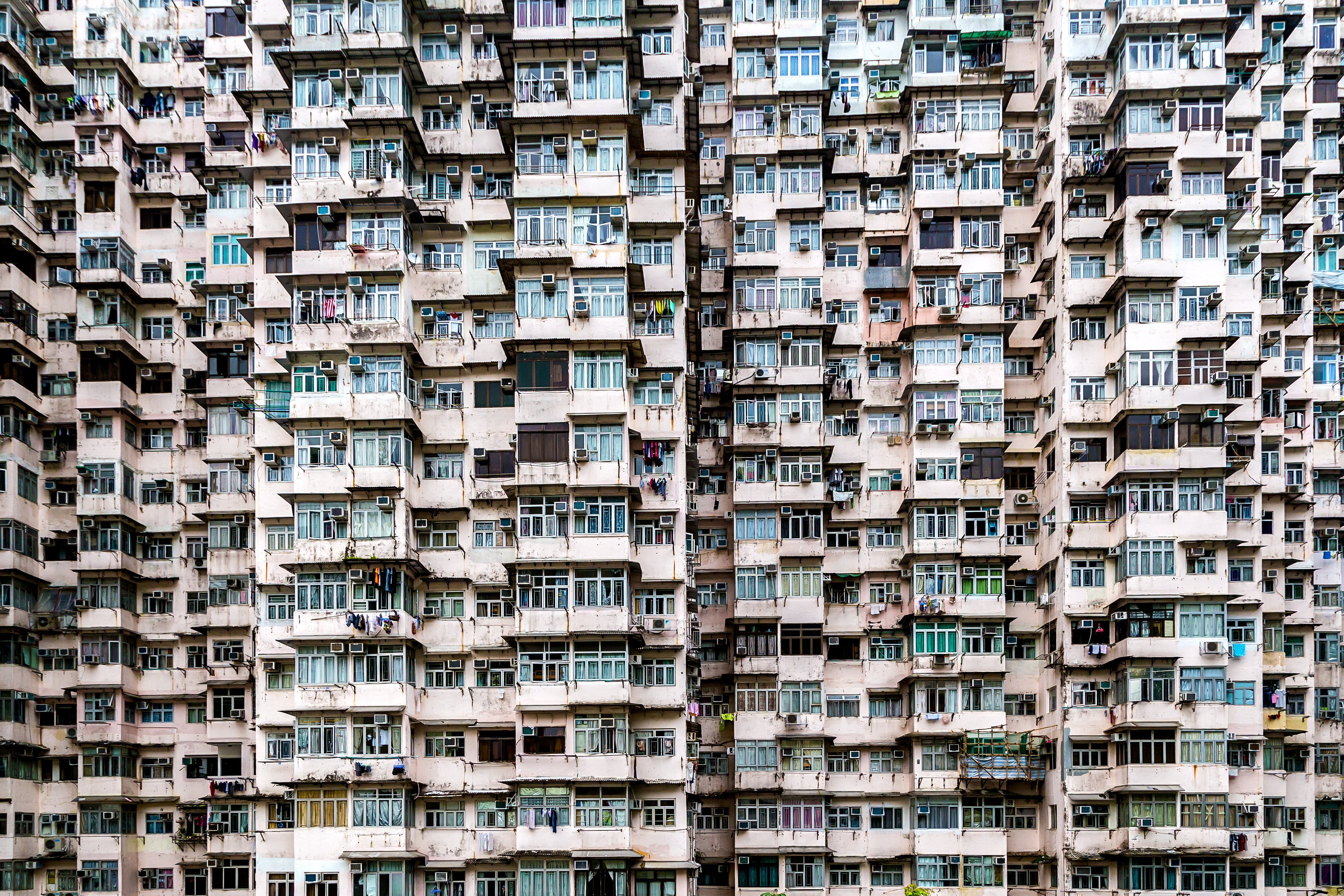
鰂魚涌的商住樓宇

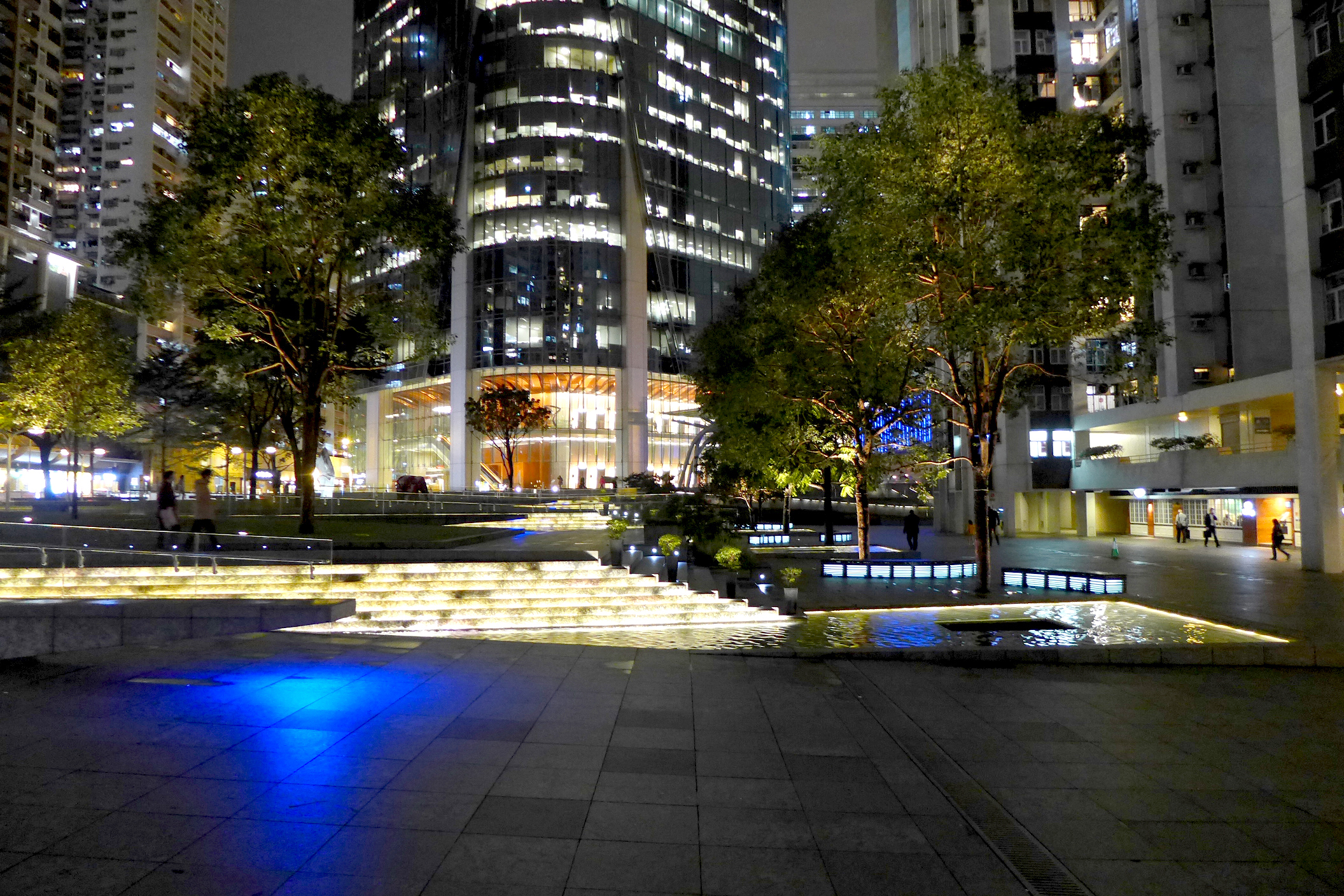
港島東中心露天廣場「太古公園」

鰂魚涌附近有大型商場康怡廣場及太古城中心，亦有大型百貨 AEON STYLE，購物非常便利。鰂魚涌美食亦多不勝數，尤其太古坊商業區及太古城大型屋苑，有多間食肆。鰂魚涌公園亦是居民常到的休憩地方，葛量洪號滅火輪展覽館亦置於園內。

### 私人屋苑
十大屋苑中的太古城及康怡花園皆位於鰂魚涌，規模龐大，戶型選擇多，流通率高，而且發展成熟，已有完善配套，故深受上車客、換樓客，甚至投資客的歡迎，亦是樓市走向的指標。
- 太古城
- 康怡花園
- 康蕙花園
- 康景花園
- 南豐新邨
- Mount Parker Residence
- 新威園
- 逸樺園
- 栢蕙苑
- 寶峰園
- 慧雲峰
- 惠安苑
- Casa 880

另外，如按照《城市規劃條例》擬備的分區計劃，20大主要屋苑的嘉亨灣和鯉景灣以及2022年落成的 THE HOLBORN 亦位於鰂魚涌。

### 居屋屋苑
- 康山花園

### 公共屋邨
- 模範邨
- 健康邨

### 大型商場
- 太古城中心
- 康怡廣場

### 商業樓宇
鰂魚涌為香港其中一個商業區，許多跨國公司的辦公室選址於太古坊。
- 太古坊：商業建築包括：港島東中心、德宏大廈、多盛大廈、電訊盈科中心、林肯大廈、柏克大廈、濠豐大廈、康橋大廈、太古坊一座及太古坊二座，吸引許多跨國公司在此辦公，例如安永、法國巴黎銀行、加拿大皇家銀行、LVMH、Facebook、波士頓諮詢公司、富而德律師事務所等。
- 太古城中心：其中的商業建築包括英皇道1111號、太古灣道12號、太古灣道14號，不少跨國企業在此辦公，例如德勤、湯森路透、美國運通、富衛保險等
- 英皇道625號
- 華懋交易廣場
- K11 ATELIER King's Road
- 友邦香港大樓
- 嘉里中心
- 泓富產業千禧廣場

### 政府及司法機構
很多政府部門總部及公營機構由中環和灣仔搬遷到東區，如鰂魚涌辦公，當中更包括不少的總部。
- 證券及期貨事務監察委員會總部：位於鰂魚涌太古坊港島東中心
- 投資者及理財教育委員會總部：位於鰂魚涌太古坊港島東中心
- 會計及財務匯報局總部：位於鰂魚涌太古坊二座
- 保險業監管局：位於鰂魚涌英皇道625號FOYER
- 消費者委員會總部：位於鰂魚涌嘉華國際中心
- 香港房屋協會總部：位於鰂魚涌英皇道1063號
- 規劃師註冊管理局總部：位於鰂魚涌泓富產業千禧廣場

### 商住樓宇
- 海景樓
- 海山樓
- 福昌樓
- 益發大廈
- 益昌大廈

### 文娛康樂設施
- 太古公園
- 葛量洪號滅火輪展覽館
- 鰂魚涌公園（一期及二期）
- 大潭郊野公園（鰂魚涌擴建部份）

### 酒店及服務式住宅
- 東隅酒店
- 北角海逸酒店
- 東隅服務式住宅
- 康蘭居

## 交通
鰂魚涌在香港島的交通可說是非常便捷，區內有港鐵鰂魚涌站及太古站，而鰂魚涌站更是港島綫及將軍澳綫的交匯點。除了因為該區有多條巴士路綫及兩條港鐵路綫經過以外，在康山的屋苑還有4條小巴路綫。

### 公共交通

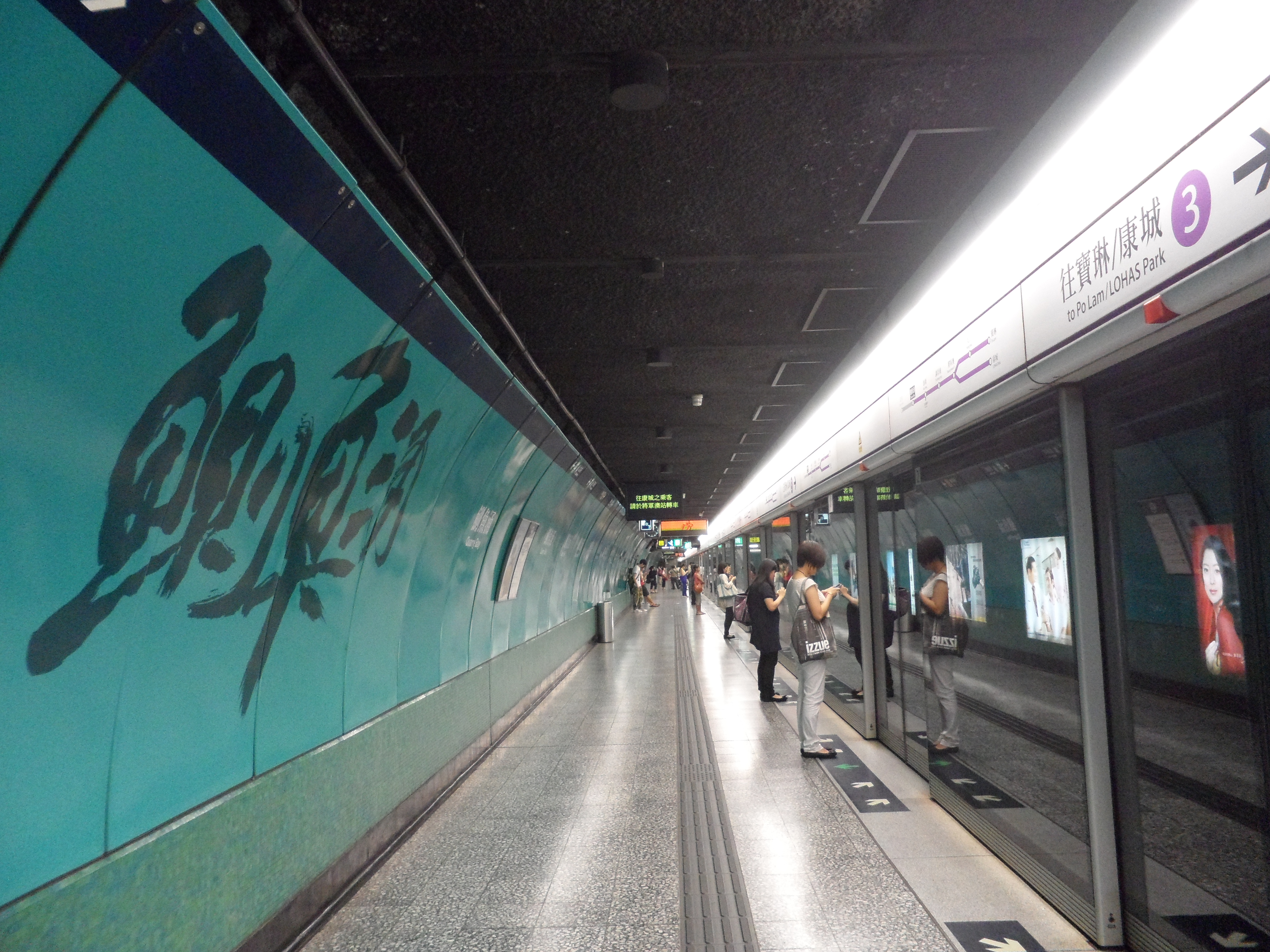
港鐵鰂魚涌站

### 主要交通幹道
- 東區海底隧道
- 東區走廊
- 康山道
- 太古城道
- 太古灣道
- 英皇道
- 渣華道

## 區議會議席分佈
為方便比較，以下列表以海裕街、渣華道、英皇道、民新街以南至柴灣道往康山支路以西為範圍。
| 年度/範圍                                                                | 2000-2003                                  | 2004-2007                                  | 2008-2011                                  | 2012-2015                                  | 2016-2019                                  | 2020-2023                                  | 2024-2027 |
| ------------------------------------------------------------------------ | ------------------------------------------ | ------------------------------------------ | ------------------------------------------ | ------------------------------------------ | ------------------------------------------ | ------------------------------------------ | --------- |
| 英皇道往康山支路以西、英皇道、華蘭路（太古城範圍）                       | 太古城西及太古城東選區                     | 太古城西及太古城東選區                     | 太古城西及太古城東選區                     | 太古城西及太古城東選區                     | 太古城西及太古城東選區                     | 太古城西及太古城東選區                     | 太北選區  |
| 英皇道往康山支路以西、英皇道、柏架山道（康山、南豐新邨等範圍）           | 柏架山、南豐、康怡、康山選區               | 柏架山、南豐、康怡、康山選區               | 柏架山、南豐、康怡、康山選區               | 柏架山、南豐、康怡、康山選區               | 柏架山、南豐、康怡、康山選區               | 柏架山、南豐、康怡、康山選區               | 康灣選區  |
| 華蘭路以東、海裕街、渣華道、英皇道、民新街以南（鰂魚涌站A、B出口等範圍） | 鰂魚涌選區、部分柏架山選區及部分健康村選區 | 鰂魚涌選區、部分柏架山選區及部分健康村選區 | 鰂魚涌選區、部分柏架山選區及部分健康村選區 | 鰂魚涌選區、部分柏架山選區及部分健康村選區 | 鰂魚涌選區、部分柏架山選區及部分健康村選區 | 鰂魚涌選區、部分柏架山選區及部分健康村選區 | 太北選區  |

註：以上主要範圍尚有其他細微調整（包括編號），請參閱有關區議會選舉選區分界地圖及條目。

## 參看
- 東區
- 北角
- 康山
- 寶馬山
- 西灣河
- 筲箕灣
- 太古城